# Adolphe du Bois d'Aische
Adolphe Aloys Marie Hubert du Bois d'Aische était un as de la Première Guerre mondiale, né le 18 mars 1874 à Bruxelles et décédé le 7 octobre 1958 à Saint-Quay-Portrieux.

## Biographie
Il était belge de naissance mais a servi dans l'aviation française, il fut décoré de la Croix de guerre avec trois palmes et deux étoiles ainsi que la Médaille militaire. Il était dans l'escadrille F71 et fut crédité de six victoires.